# Мещерское (озеро)
Меще́рское — озеро в Канавинском районе Нижнего Новгорода. Является памятником природы областного значения. По берегам озера расположен одноимённый микрорайон.
По своему происхождению озеро является существовавшей когда-то протокой, а затем — старицей реки Волги. Ранее озеро небольшой протокой соединялось с Волгой. Протока и восточная часть озера замыты песком, и водоём, сильно изменившись, стал бессточным. Притоков у озера нет, наполнение осуществляется дождевыми осадками, водой от таяния снега и подземными водами.
В воде озера Роспотребнадзором отмечается наличие биологического загрязнения. Статус на 2010 год: биологическая опасность, степень № 3. Купание и ловля рыбы запрещены.
- Общий вид на Лубочные ряды и Мещерское озеро. Начало XX века. Фото М. П. Дмитриева
- Пляж
- Мост через озеро
- Апрель 2004 года